# Matchbox Twenty
Matchbox Twenty – amerykańska grupa rockowa założona na Florydzie w Orlando.

## Skład zespołu

### Obecni członkowie
- Rob Thomas – wokal i fortepian
- Kyle Cook – gitara i chórki
- Brian Yale – gitara basowa
- Paul Doucette – perkusja i chórki (1996-2007) gitara rytmiczna i chórki (od 2007)
- Ryan MacMillan perkusja (od 2007)

### Członkowie koncertowi
- Matt Beck – instrumenty klawiszowe, mandolina, gitara i chórki (od 2003)

### Byli członkowie
- Adam Gaynor – gitara rytmiczna i chórki

## Dyskografia

### Albumy
- 1996 Yourself or Someone Like You
- 2000 Mad Season
- 2002 More Than You Think You Are
- 2007 Exile on Mainstream
- 2012 North
- 2023 Where the Light Goes

### Single
- 1996 – „Long Day”
- 1997 – „Push”
- 1997 – „3 A.M.”
- 1998 – „Real World”
- 1998 – „Back 2 Good”
- 1998 – „Girl Like That”
- 2000 – „Bent”
- 2000 – „If You're Gone”
- 2001 – „Mad Season”
- 2001 – „Angry”
- 2001 – „Last Beautiful Girl”
- 2002 – „Disease”
- 2003 – „Unwell”
- 2004 – „Bright Lights”
- 2004 – „Downfall”
- 2004 – „All I Need”
- 2007 – „How Far We've Come”
- 2008 – „These Hard Times”
- 2008 – „All Your Reasons” (wydano w Australii)
- 2012 – „She's So Mean”
- 2012 – „Overjoyed”
- 2013 – „Our Song”
- 2023 – „Wild Dogs (Running in a Slow Dream)”